# Franz Krauspenhaar
Franz Krauspenhaar, pseudonimo di Francesco Krauspenhaar (Milano, 12 novembre 1960), è uno scrittore, poeta e musicista italiano.

## Biografia
Esordisce come scrittore nel 2000 dopo aver svolto vari lavori soprattutto in ambito commerciale. Ha scritto per vari blog e riviste letterarie cartacee tra cui Nazione Indiana, La poesia e lo spirito, Tornogiovedi, La Tribuna, Pangea, Il Napoletano, La Sicilia, Il Domenicale, Liberazione, Achab, Il Maradagal.
È presente nel Dizionario della poesia italiana 1945-2020 a cura di Mario Fresa (Società Editrice Fiorentina, 2021).

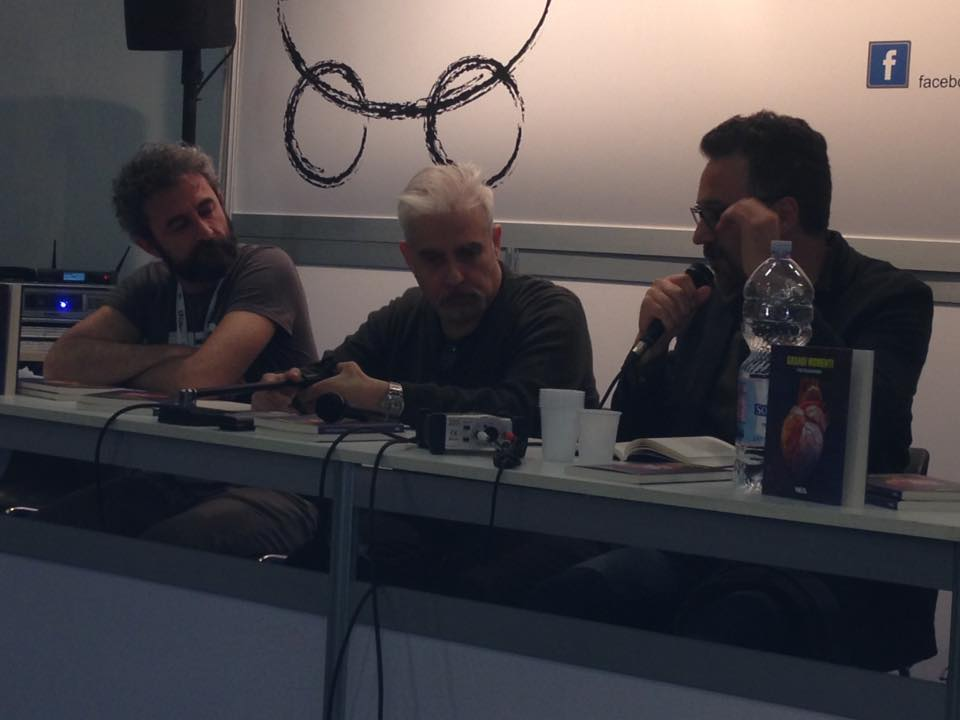
Franz Krauspenhaar Torino Salone Internazionale del Libro 2016

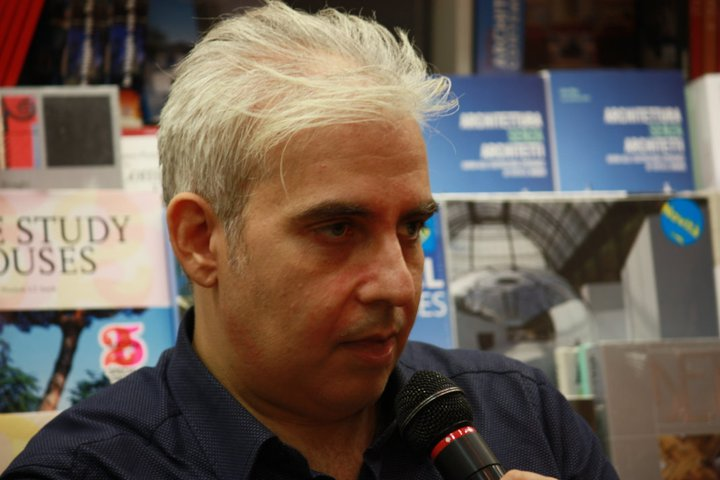
Franz Krauspenhaar, Roma, Presentazione "1975" 2010

## Opere

### Romanzi
- Avanzi di balera, Addiction Libri, 2000, ISBN 88-87913-06-4.
- Le cose come stanno, Baldini&Castoldi, 2003, ISBN 88-8490-302-5.
- Cattivo sangue, Baldini Castoldi Dalai, 2005, ISBN 88-8490-694-6.
- Era mio padre, Fazi, 2008, ISBN 978-88-8112-912-6. (Premio Palmi Speciale per la narrativa 2008)
- L'inquieto vivere segreto, Transeuropa, 2009, ISBN 978-88-7580-061-1.
- 1975, Caratteri Mobili, 2010, ISBN 978-88-96-98903-6.
- Le monetine del Raphaël, Gaffi, 2012, ISBN 978-88-6165-109-8.
- Grandi momenti, Neo. Edizioni, 2016, ISBN 978-88-96176-36-8.
- Brasilia, Castelvecchi, 2018, ISBN 978-88-32821413.
- La presenza e l'assenza, Arkadia, 2020, ISBN 978-88-68512446

### Poesia
- Franzwolf, un'autobiografia in versi, Manifattura Torino Poesia, 2009, ISBN 978-8875-472085.
- Effekappa, Zona, 2011, ISBN 978-88-6438-248-7.
- Biscotti Selvaggi, Marco Saya Edizioni, 2012, ISBN 978-88-907500-7-6.
- Le belle stagioni, Marco Saya Edizioni, 2014, ISBN 978-88-98243-09-9.
- Le prove di esilio [in collaborazione col poeta Michele Caccamo] Sillabe di Sale Editore 2015 ISBN 978-8898303304
- Capelli struggenti, Marco Saya Edizioni, 2016, ISBN 978-88-98243-42-6.
- Nella foresta, Ensemble, 2021, ISBN 978-8868818463
- Faccia da sugo, Ensemble, 2024 ISBN 979-12-5571-098-1

### Saggi narrativi
- Un viaggio con Francis Bacon, Zona, 2010, ISBN 978-88-6438-072-8.
- La passione del calcio, Perdisa Pop, 2011, ISBN 978-88-8372-522-7.

### Racconti e poesie in antologie e raccolte
- AA. VV., Best off 2006, Minimum Fax, 2006, ISBN 88-7521-078-0.
- AA. VV., I Persecutori, Transeuropa, 2007, ISBN 978-88-7580-021-5.
- AA. VV., Lettere ai politici, Fazi, 2007, ISBN 978-88-8112-883-9.
- AA. VV., Attenzione! Uscita operai, No Reply, 2007, ISBN 978-88-89155-22-6.
- AA. VV., Il lavoro e i giorni, Ediesse, 2008, ISBN 978-88-230-1307-0.
- Stefano Amato, Fabio Genovesi e Franz Krauspenhaar Guida letteraria alla sopravvivenza in tempo di crisi , 2009, Transeuropa, ISBN 978-88-7580-062-8.
- AA. VV., Pollockiana, Poeti italiani contemporanei per la nuova pittura americana, Torino Poesia, 2009, ISBN 978-88-7547-161-3.
- AA. VV., Il magazzino delle alghe, Eumeswil, 2010, ISBN 978-88-89378-68-7.
- AA. VV., Assedi e paure nella casa Occidente, Senzapatria Editore, 2010, ISBN 978-88-97006-02-2.
- AA. VV., Storie di martiri, ruffiani e giocatori, CaratteriMobili, 2012, ISBN 978-88-96989-28-9.

## Discografia
- Società Anonima Decostruzionismi Organici - Guido Michelone - Franz Krauspenhaar Weather underground, 2010, Banksville Records.
- Atelier Vidocq Atelier Vidocq I, 2015, con Gabriel Lecter, Symposion Records.
- Atelier Vidocq Opus Tele Traum, 2015, con Gabriel Lecter, Symposion Records.
- Nerolux Light Obsession, 2017, Symposion Records.
- Nerolux Un viaggiatore, 2018, Symposion Records.
- Nerolux Nerolux 3, 2018, Symposion Records.
- Nerolux Il viaggio immenso, 2019, Symposion Records.
- Nerolux Electrosymphonies Vol 1, 2020, Symposion Records.
- Lichtwald con Alex Jalenti,2020, EP - Routenote
- Nerolux Electrosymphonies Vol 2, 2021, Symposion Records
- Lichtland II, con Alex Jalenti, 2021, Routenote
- Lichttraeume terzo e ultimo disco della trilogia Licht, con Alex Jalenti, 2022, Routenote.
- Franz Krauspenhaar Across, 2022, Symposion Records.

Franz Krauspenhaar Liberdade 2023, Symposion Records.
Nerolux Tender Trees, 2023, Symposion Records.
Nerolux  Nerolux 8, 2024, Symposion Records.